# Sannat
 Sannat  (en occitano Sanac)  es una comuna (municipio) de Francia, en la región de Lemosín, departamento de Creuse, en el distrito de Aubusson, en el cantón de Évaux-les-Bains.
Su población en el censo de 1999 era de 370 habitantes.
Está integrada en la Communauté de communes Auzancea-Bellegarde-en-Marche.

## Historia
La parroquia de Fayolle fue unida a la de Sannat durante la revolución francesa; la comuna de Saint-Pardoux-le-Pauvre fue fusionada con la de Sannat en 1835.

## Lugares de interés
Posee dos castillos uno en La Ville-du-Bois (la ciudad del bosque)  y otro en Tirondeix.

La actual iglesia data del siglo XIX.

## Demografía
| 546 | 627 | 571 | 481 | 432 | 370 |
| Para los censos de 1962 a 1999 la población legal corresponde a la población sin duplicidades (Fuente: INSEE [Consultar]) |     |     |     |     |     |